# Les Animaux fantastiques : Les Secrets de Dumbledore
Série Les Animaux fantastiques
Les Crimes de Grindelwald
(2018)
Pour plus de détails, voir Fiche technique et Distribution.
Les Animaux fantastiques : Les Secrets de Dumbledore (Fantastic Beasts: The Secrets of Dumbledore) est un film fantastique américano-britannique réalisé par David Yates et sorti en 2022.
Le film se déroule dans les années 1930. Les sorciers vont être amenés à élire leur prochain dirigeant, le chef de la Confédération magique internationale. Inquiet de l'ascension rapide et du gain de popularité de Gellert Grindelwald, Albus Dumbledore confie à Norbert Dragonneau et à ses amis une mission qui les conduira à perturber les plans du mage noir, à affronter ses partisans de plus en plus nombreux, et à croiser la route du qilin, une créature chinoise capable de lire dans l'âme et de choisir la personne la plus digne de gouverner. Mais conscient de l'importance des enjeux et de la guerre qui approche, Dumbledore se demande combien de temps encore il pourra demeurer en marge des événements.
Il s'agit du troisième volet de la série Les Animaux fantastiques et du onzième film de la franchise du monde des sorciers de J. K. Rowling. Il fait suite au film Les Crimes de Grindelwald, sorti en 2018.
La production de ce film est fortement affectée par la pandémie de Covid-19, qui contraint l'équipe à interrompre plusieurs fois le tournage. Le film marque également un changement d'interprète pour Gellert Grindelwald, principal antagoniste de la série. L'acteur Johnny Depp, invité à abandonner ce rôle à la suite de son procès pour violences conjugales, est remplacé à compter de cet épisode par Mads Mikkelsen.
Le film reçoit des critiques mitigées. Il est cependant considéré comme meilleur que le précédent, et les performances de Jude Law et de Mads Mikkelsen ont été saluées. Au cours des deux premières semaines de sa sortie, il rapporte plus de 280 millions de dollars dans le monde, ce qui en fait l'un des films les plus rentables du début de l'année 2022.

## Synopsis
Alors que Gellert Grindelwald est recherché par la communauté magique à la suite de ses agissements à Paris, Albus Dumbledore rêve d'un rendez-vous entre eux dans un café moldu pour aborder avec lui le sujet du pacte de sang qu'ils ont précédemment établi. Dumbledore justifie ses anciennes erreurs de jugement et d'actions par le fait qu'il éprouvait des sentiments amoureux pour Grindelwald. De son côté, Grindelwald confirme son intention de détruire le monde moldu, avec ou sans lui.

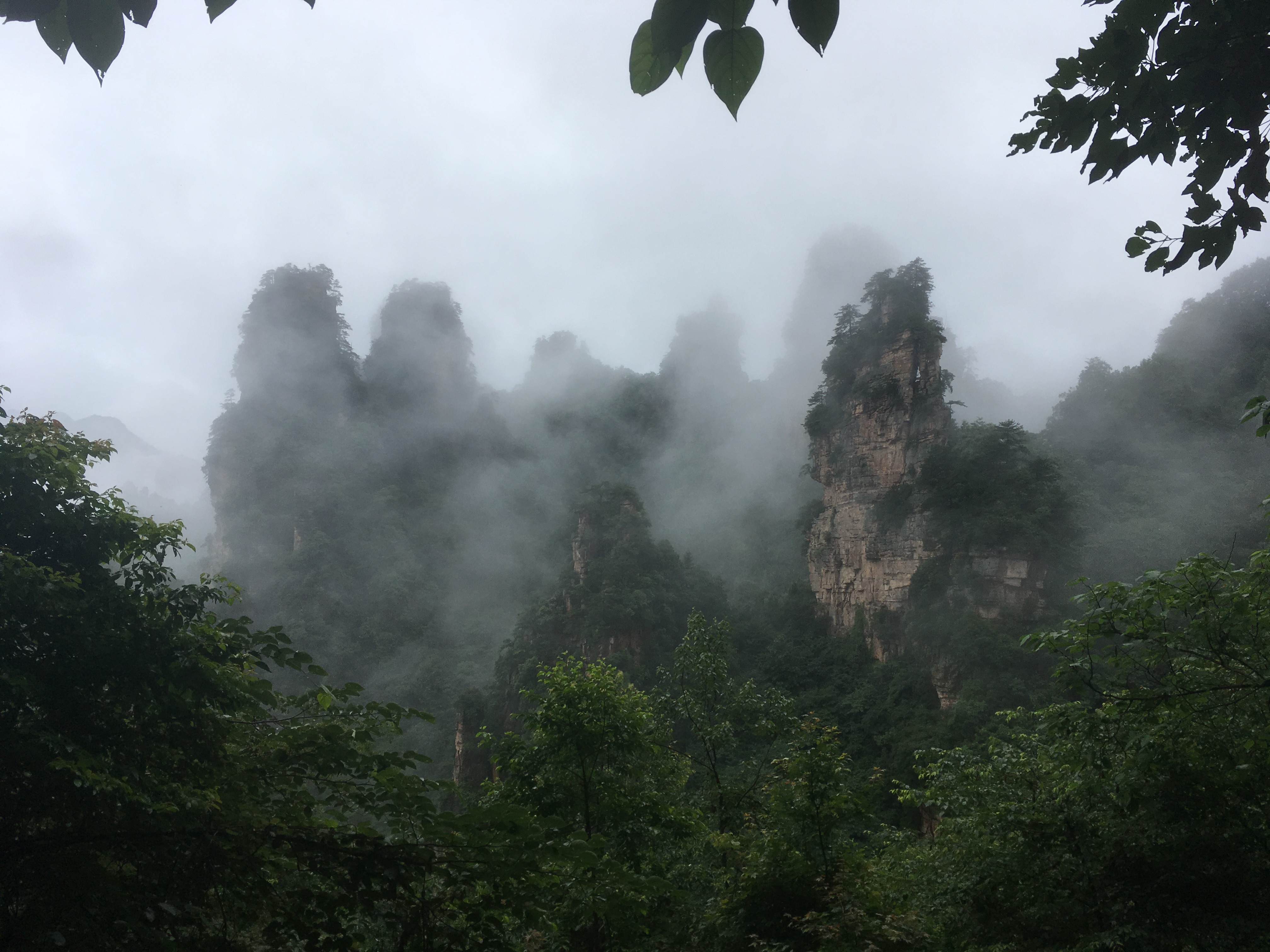
Les monts Tianzi en Chine.

Aux monts Tianzi (en), en Chine, en 1932, Norbert Dragonneau aide à donner naissance à un qilin, une créature magique qui peut lire l'âme des humains ainsi que l'avenir. Les acolytes de Gellert Grindelwald, conduits par Croyance Bellebosse, attaquent, tuent la mère qilin, et kidnappent son nouveau-né pour le ramener auprès de leur dirigeant au château de Nurmengard. Grindelwald constate le désintérêt de la créature envers lui et préfère la tuer. À leur insu, cependant, la mère qilin a donné naissance à des jumeaux, et Norbert est parvenu à sauver le plus jeune.
Croyance estime avoir été rejeté par les Dumbledore et Grindelwald attise son sentiment d'abandon. Après une discussion avec Queenie Goldstein — cette dernière l'informant qu'elle n'a pas l'intention, en tant que legilimens, de tout révéler au mage noir —, Croyance regarde dans un miroir et aperçoit une inscription : « Pardonne moi », qu'il efface immédiatement. On comprend que Croyance, depuis Nurmengard, communique avec une personne extérieure.
Pour contrecarrer le plan de domination de Grindelwald, Dumbledore recrute Norbert, son frère Thésée Dragonneau, la sorcière enseignante Lally Hicks, le sorcier de « Sang-Pur » Yusuf Kama, le moldu Jacob Kowalski et l'assistante de Norbert, Bunty. Le groupe se rend à Berlin, en Allemagne, par le biais du Great Wizarding Express, et Norbert transmet pendant le trajet des objets particuliers ou des missions qui ont été confiés par Dumbledore : Jacob reçoit ainsi une fausse baguette magique, Thésée une cravate, Lally un livre et Bunty un message confidentiel lui demandant notamment de récupérer la valise du magizoologiste contenant le qilin. Kama est envoyé en tant qu'espion auprès de Grindelwald, et Norbert est chargé de transmettre un message au ministre de la Magie allemand, Anton Vogel (également le chef suprême de la Confédération Internationale des Sorciers). À Berlin, Vogel ne prend pas en compte la mise en garde de Dumbledore et acquitte Grindelwald de toutes les accusations de crimes dont il est l'objet. Ses acolytes compromettent le ministère allemand, arrêtent Thésée qui se révolte, et prévoient d'assassiner la candidate brésilienne à la prochaine élection confédérale, Vicência Santos. Au pub de La Tête de Sanglier, Albus Dumbledore est prévenu des décisions du Ministère par le professeur McGonagall. Avant de partir pour Berlin, il aperçoit l'un des messages de Croyance sur le miroir du bar. Son frère Abelforth, à qui les messages semblent adressés, lui demande de ne pas s'en occuper.
Dumbledore retrouve Norbert, Lally et Jacob aux portes du Ministère berlinois. Il leur confie le soin de sauver Thésée et d'empêcher l'assassinat de Santos, et part de son côté trouver Croyance. Norbert délivre son frère de la prison d'Erkstag avec l'aide du botruc Pickett, du niffleur Teddy et de la cravate de Thésée (un portoloin), tandis que Lally et Jacob se rendent à un dîner de gala au Ministère pour contrecarrer la tentative d'assassinat. Cependant, Jacob aperçoit Queenie aux côtés du mage noir et, légèrement éméché, menace le sorcier avec sa fausse baguette. Il se retrouve accusé de tentative de meurtre, comme l'avait prévu Grindelwald. Lally prend le contrôle à distance de la baguette de Jacob et assure sa sécurité à l'aide de son livre magique et de divers sortilèges de sa création, mais tous deux peinent à s'échapper et la révolte de Jacob offre à Grindelwald une nouvelle occasion de retourner le monde des sorciers contre celui des Moldus. Pendant ce temps, Dumbledore rencontre Croyance dans une rue de Berlin. Anticipant l'affrontement, il prend soin au préalable de les faire basculer dans une dimension miroir afin de protéger les Moldus présents autour d'eux. Décidé à se venger, mais affaibli par son obscurus, Croyance est rapidement maîtrisé par Dumbledore. Celui-ci aperçoit le phénix tournoyant autour du garçon, ce qui lui permet de confirmer que Grindelwald a menti mais que Croyance et lui sont effectivement de la même famille. Il est touché par sa souffrance et sa solitude et parvient à le convaincre que Grindelwald a attisé sa haine, et que la famille Dumbledore, qui ignorait la vérité jusqu'à présent, ne l'a pour autant jamais rejeté.

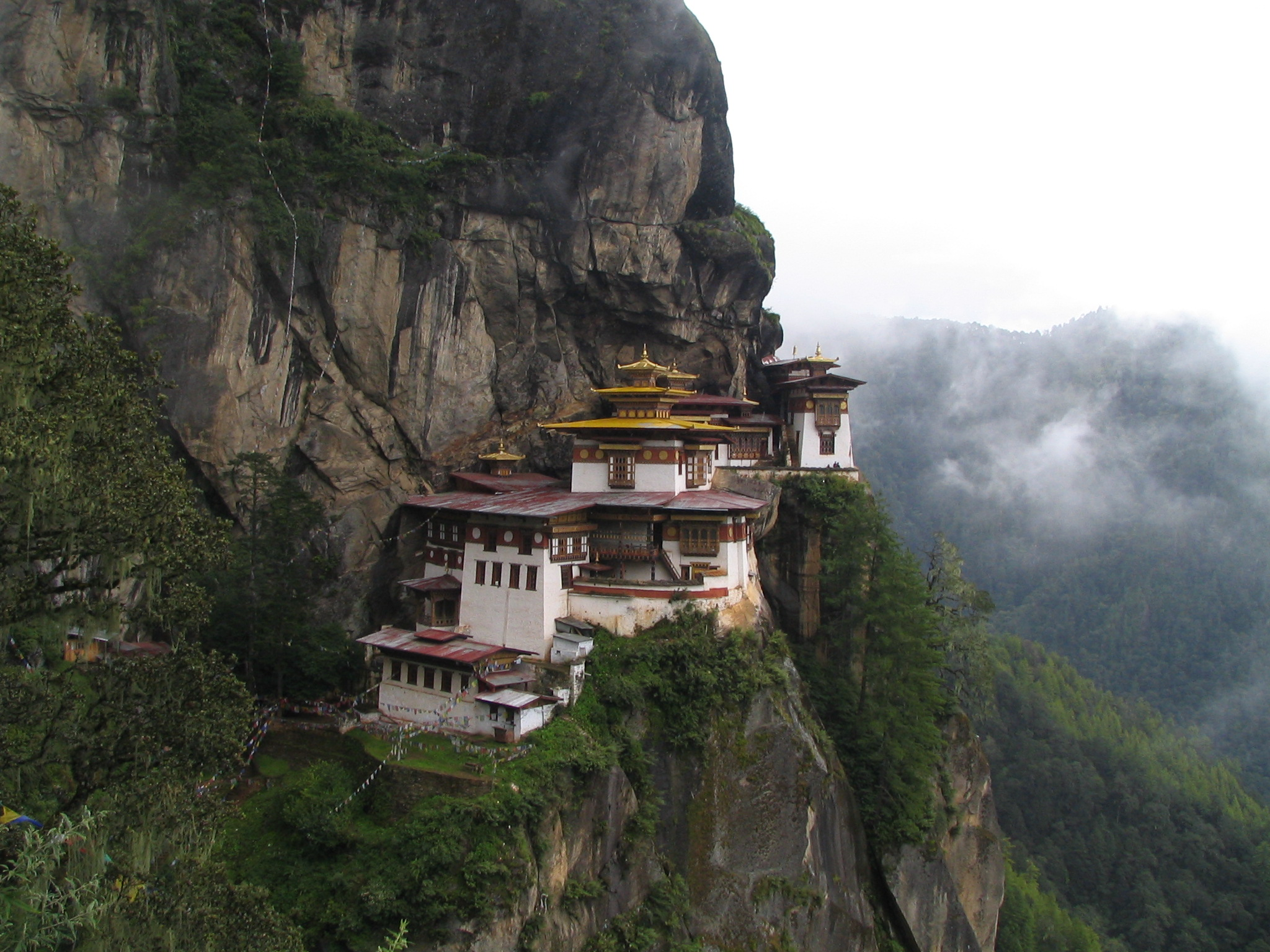
Un monastère bouddhiste du Bhoutan, source d'inspiration pour la Chambre Magistrale de Sorcellerie Ancienne.

Une fois Norbert, Jacob, Lally et Thésée de retour à Poudlard, Dumbledore dessine dans la Grande salle la prochaine destination du groupe : un monastère au royaume du Bhoutan. C'est en effet à la Chambre Magistrale de Sorcellerie Ancienne,,, perchée sur un sommet montagneux du pays, que se tiendra la prochaine élection confédérale à laquelle tous les dirigeants du monde sorcier seront conviés. Ils assisteront ainsi à l'ancienne tradition de la Marche du qilin, censée les guider pour élire leur nouveau dirigeant — cette créature s'inclinant généralement devant ceux qui ont le cœur pur.
Avec le soutien de Vogel, Grindelwad présente sa candidature à l'élection. Dans un bassin des sous-sols de Nurmengard, il utilise une variante du Vulnera Sanentur pour réanimer le qilin qu'il a tué plus tôt et pour ainsi l'ensorceler et le contrôler. Il réprimande Croyance pour sa négligence et pour l'avoir mis en danger, après avoir vu se refléter à la surface du bassin une image représentant le jumeau qilin. À La Tête de Sanglier, Dumbledore évoque Croyance avec son frère, et notamment le fait que le garçon est en réalité son neveu (le fils d'Abelforth) et qu'il a besoin de son père car son obscurus l'affaiblit énormément. Dumbledore se confie à Norbert, devant le portrait d'Ariana, au sujet des sentiments amoureux que Grindelwald et lui éprouvaient l'un pour l'autre et des circonstances tragiques de la mort de sa sœur. Ariana Dumbledore était, comme Croyance, une obscuriale. Elle serait morte en ayant reçu un sortilège perdu lors d'un affrontement entre Grindelwald, Abelforth et Albus, peu de temps après la création du pacte de sang. Albus se sent donc coupable d'avoir cherché à attaquer Grindelwald, et d'avoir provoqué indirectement la mort de sa sœur. Norbert, hésitant, lui répond que l'on peut être amené à faire des erreurs mais qu'il est toujours possible d'essayer de les réparer.
Avant l'élection, Bunty a eu le temps de créer quatre répliques de la valise de Norbert. Dumbledore, Norbert, Jacob, Lally et Thésée entrent dans la salle sur Demande de Poudlard où les attend Bunty avec l'ensemble des valises posées par terre. Avant d'inviter les personnes présentes à se rendre au Bhoutan grâce au moulin-portoloin situé au fond de la salle, Dumbledore leur demande de récupérer chacun une valise au hasard mais de ne pas les ouvrir. Le qilin se trouve à l'intérieur de l'une d'elles tandis que toutes les autres sont piégées. L'objectif de la mission est de tromper les partisans de Grindelwald, et conformément au plan de Dumbledore, Norbert pense récupérer la véritable valise, tandis que Bunty la conserve auprès d'elle et se rend la dernière sur les lieux.
Dans le village bhoutanais jouxtant la Chambre Magistrale, Dumbledore est rejoint par Abelforth qui souhaite rencontrer son fils, tandis que Thésée et Lally, rejoints par Kama, combattent les partisans de Grindelwald. Les valises piégées de Lally et de Thésée sont ouvertes et sèment le chaos. Queenie et Jacob se retrouvent, tandis que Norbert se dirige vers le sommet du monastère, persuadé de détenir le qilin. Il est ralenti par la conseillère de Vogel, qui parvient à récupérer ce qu'elle pense elle aussi être la bonne valise, et qui la détruit. Grindelwald manipule l'élection en faisant s'incliner le qilin réanimé devant lui. Sitôt élu, il déclare la guerre à tous les Moldus et punit Jacob devant témoins pour sa supposée tentative d'assassinat, en utilisant le sort Doloris. Cependant, Croyance et Norbert exposent ses manipulations au grand jour et comme pour confirmer leurs propos, le « faux » qilin redevient inerte. Pendant ce temps, Albus et Abelforth Dumbledore s'approchent discrètement du lieu de la cérémonie, de même que Bunty. Cette dernière apporte le qilin survivant, qui s'incline d'abord face à Albus Dumbledore, bien que celui-ci ne soit pas candidat. Dumbledore somme la créature de choisir quelqu'un d'autre, et celle-ci s'incline devant Vicência Santos. Fulminant, Grindelwald tente d'achever Croyance, qui est alors protégé par les frères Dumbledore. L'entrecroisement des sortilèges contraires rompt le pacte de sang ; Albus Dumbledore et Grindelwald s'affrontent violemment, puis hésitent, et Grindelwald finit par prendre la fuite. Croyance, très faible, est rejoint par son père à l'issue du combat, et ce dernier l'accueille à Pré-au-Lard. Tandis qu'ils s'éloignent ensemble, Albus Dumbledore observe le phénix de Croyance, volant à l'horizon.
L'hiver suivant, Jacob et Queenie, autorisés à se marier sous le gouvernement de Santos, organisent leur cérémonie dans la boulangerie à New York en présence de la plupart des protagonistes et de Tina Goldstein, qui pour l'occasion a pu se libérer de son travail au Macusa. Dumbledore observe de loin le mariage après avoir remercié Norbert pour son aide, puis il se retire seul dans la nuit enneigée.

## Fiche technique
Sauf indication contraire, les informations mentionnées dans cette section peuvent être confirmées par la base de données cinématographiques IMDb,  présente dans la section « Liens externes ».
- Titre francophone : Les Animaux fantastiques : Les Secrets de Dumbledore[9]
- Titre original : Fantastic Beasts: The Secrets of Dumbledore[2]
- Réalisation : David Yates
- Scénario : J. K. Rowling et Steve Kloves
- Musique : James Newton Howard[10]
- Décors : Stuart Craig[11], Neil Lamont, Anna Pinnock
- Direction artistique : Martin Foley[12], Helena Holmes, James M. Spencer
- Costumes : Colleen Atwood
- Photographie : George Richmond (en)
- Montage : Mark Day
- Production : David Heyman, Steven Kloves, J. K. Rowling, Lionel Wigram, Tim Lewis
  - Producteurs exécutifs : Neil Blair, Danny Cohen, Josh Berger et Courtenay Valenti
- Sociétés de production : Heyday Films ; Warner Bros. Pictures (coproduction)
- Société de distribution : Warner Bros. Pictures
- Budget : 200 000 000 $[13]
- Pays de production :  États-Unis,  Royaume-Uni
- Langue originale : anglais
- Format : couleur - 2,39:1 - son DTS / Dolby Atmos
- Genre : Fantasy et aventure
- Durée : 142 minutes
- Dates de sortie :
  - Royaume-Uni : 29 mars 2022 (avant-première mondiale à Londres)[14], 8 avril 2022[15] (sortie nationale)
  - Belgique : 6 avril 2022[16]
  - France, Suisse romande : 13 avril 2022[17],[18]
  - États-Unis, Canada : 15 avril 2022[19],[2]
- Classification : 
  - États-Unis : PG-13[20]
  - France : À partir de 10 ans[17]

## Distribution
Sauf indication contraire, les informations mentionnées dans cette section peuvent être confirmées par la base de données cinématographiques IMDb,  présente dans la section « Liens externes ».
- Eddie Redmayne (VF : Théo Frilet ; VQ : Xavier Dolan) : Norbert Dragonneau
- Jude Law (VF : Alexis Victor ; VQ : Maël Davan-Soulas) : Albus Dumbledore
- Mads Mikkelsen (VF : Yann Guillemot ; VQ : Louis-Philippe Dandenault) : Gellert Grindelwald
- Ezra Miller (VF : Gauthier Battoue ; VQ : Nicolas Bacon) : Croyance (Credence) Bellebosse / Aurelius Dumbledore
- Dan Fogler (VF : Laurent Maurel ; VQ : Tristan Harvey) : Jacob Kowalski
- Alison Sudol (VF : Marie Diot ; VQ : Catherine Brunet) : Queenie Goldstein
- William Nadylam (VF : lui-même ; VQ : Iannicko N'Doua) : Yusuf Kama
- Jessica Williams (VF : Déborah Claude ; VQ : Marie-Evelyne Lessard) : Eulalie « Lally » Hicks
- Callum Turner (VF : Julien Allouf ; VQ : Frédérik Zacharek) : Thésée Dragonneau
- Victoria Yeates (VF : Pascale Mompez ; VQ : Manon Leblanc) : Bunty Beauchamp
- Richard Coyle (VF : Valentin Merlet ; VQ : Benoit Rousseau) : Abelforth Dumbledore
- Poppy Corby-Tuech (VF : elle-même ; VQ : Laurence Dauphinais) : Vinda Rosier
- Oliver Masucci (VF : Jochen Hägele ; VQ : Frédéric Desager) : Anton Vogel
- Maria Fernanda Cândido : Vicência Santos
- Alexander Kuznetsov (VF : Grégory Quidel ; VQ : Pierre-Étienne Rouillard) : Helmut
- Fiona Glascott (VQ : Annie Girard) : Minerva McGonagall
- Valerie Pachner (VQ : Catherine Hamann) : Henrietta Fischer
- Peter Simonischek (VQ : Stéphane Rivard) : gardien d'Erkstag
- Katherine Waterston (VF : Pascale Chemin ; VQ : Éveline Gélinas) : Tina Goldstein
- Dave Wong : Liu Tao
- Maja Bloom : Carrow

Version française par le studio de doublage Dubbing Brothers, sous la direction de Barbara Tissier et une adaptation de Linda Bruno

Photos des acteurs principaux
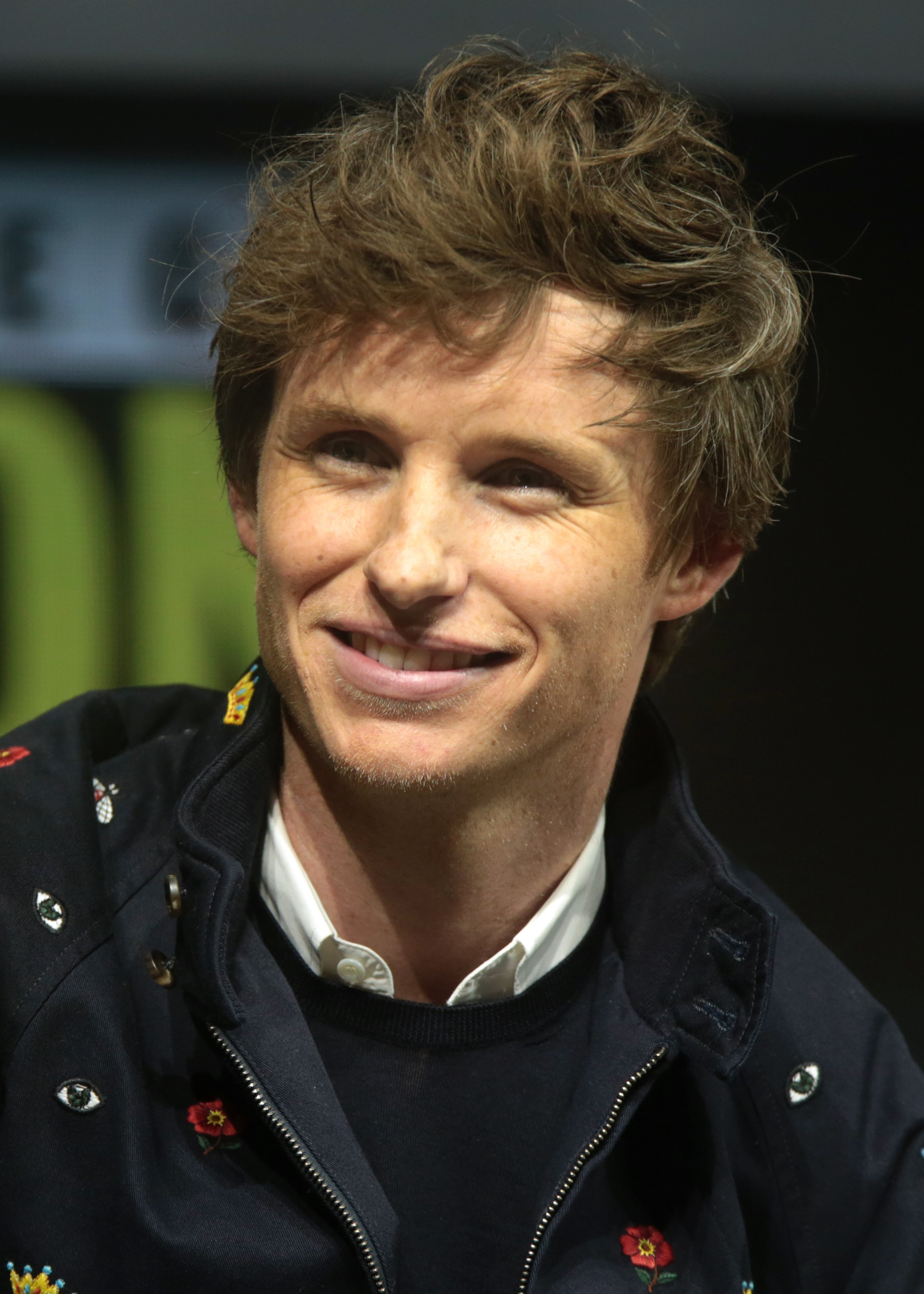
Eddie Redmayne dans le rôle de Norbert Dragonneau
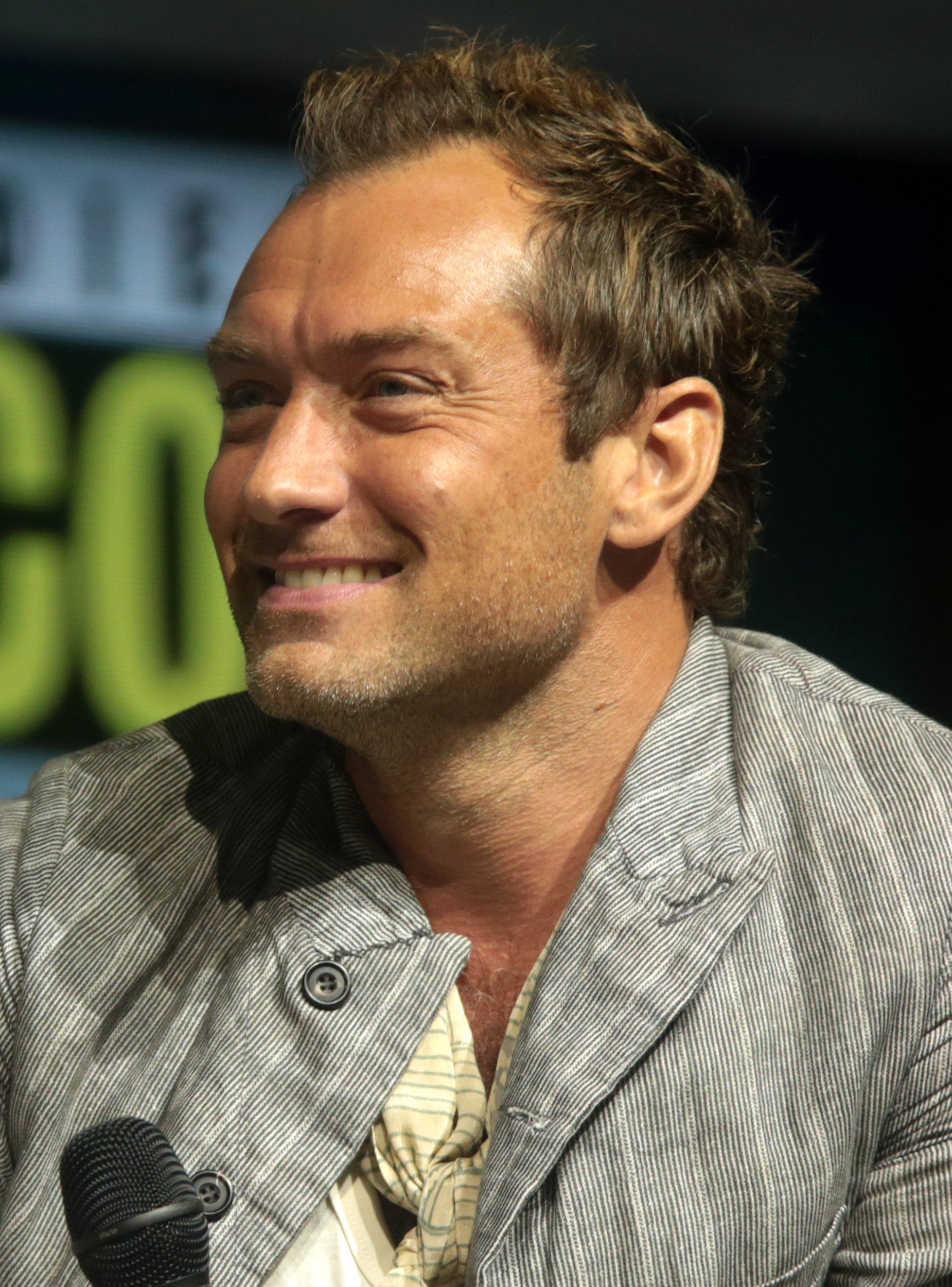
Jude Law dans le rôle d'Albus Dumbledore
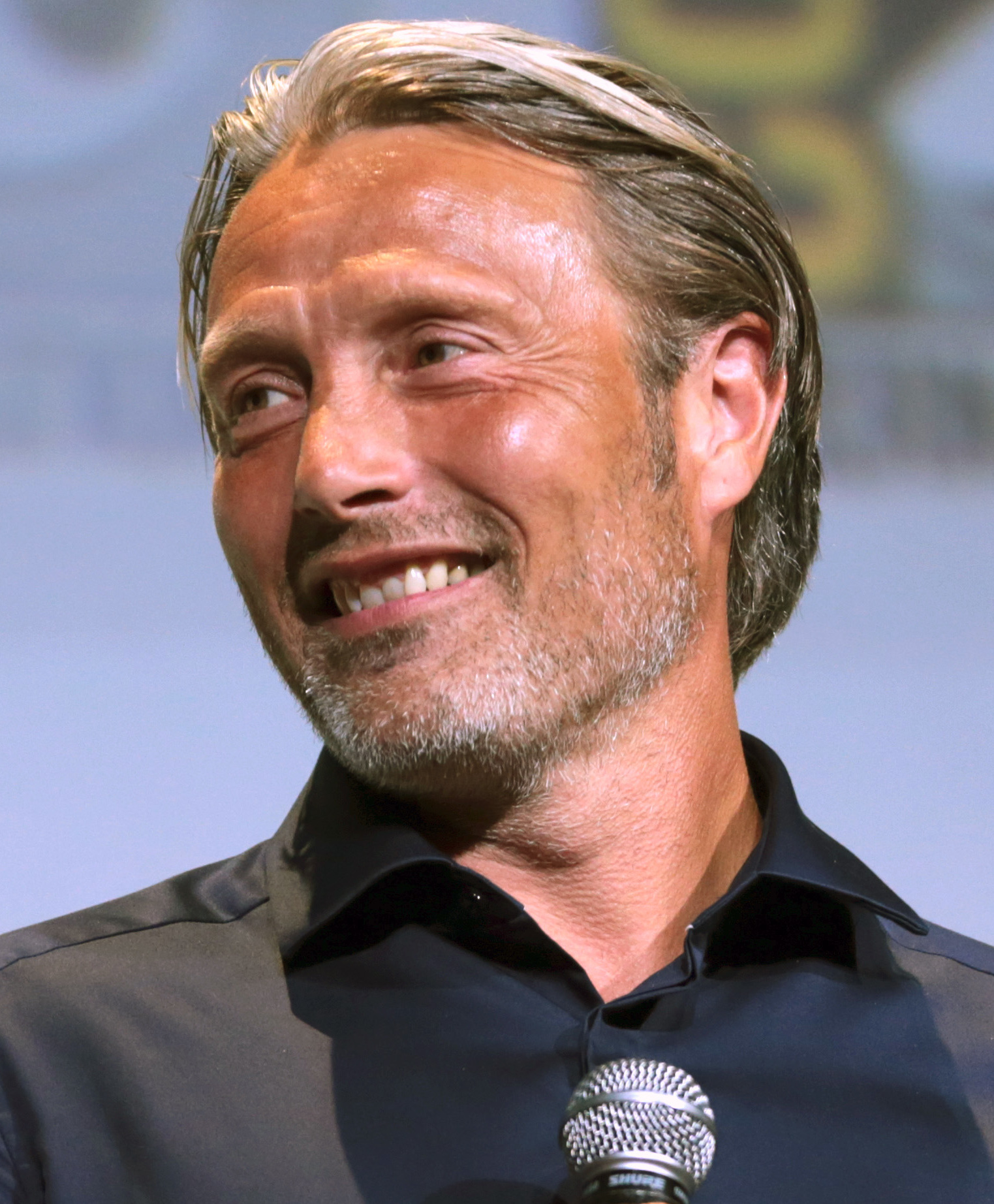
Mads Mikkelsen dans le rôle de Gellert Grindelwald
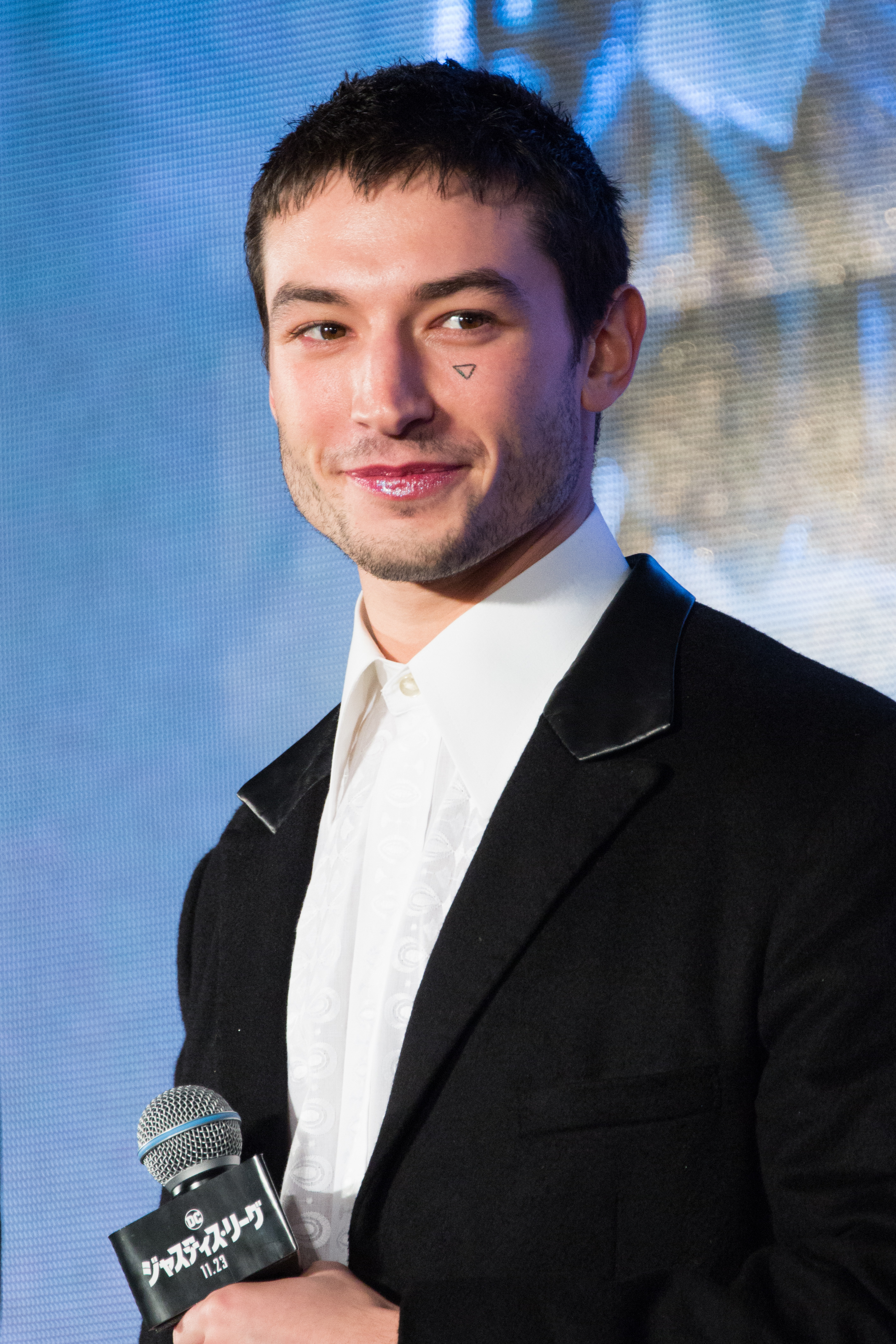
Ezra Miller dans le rôle de Croyance Bellebosse
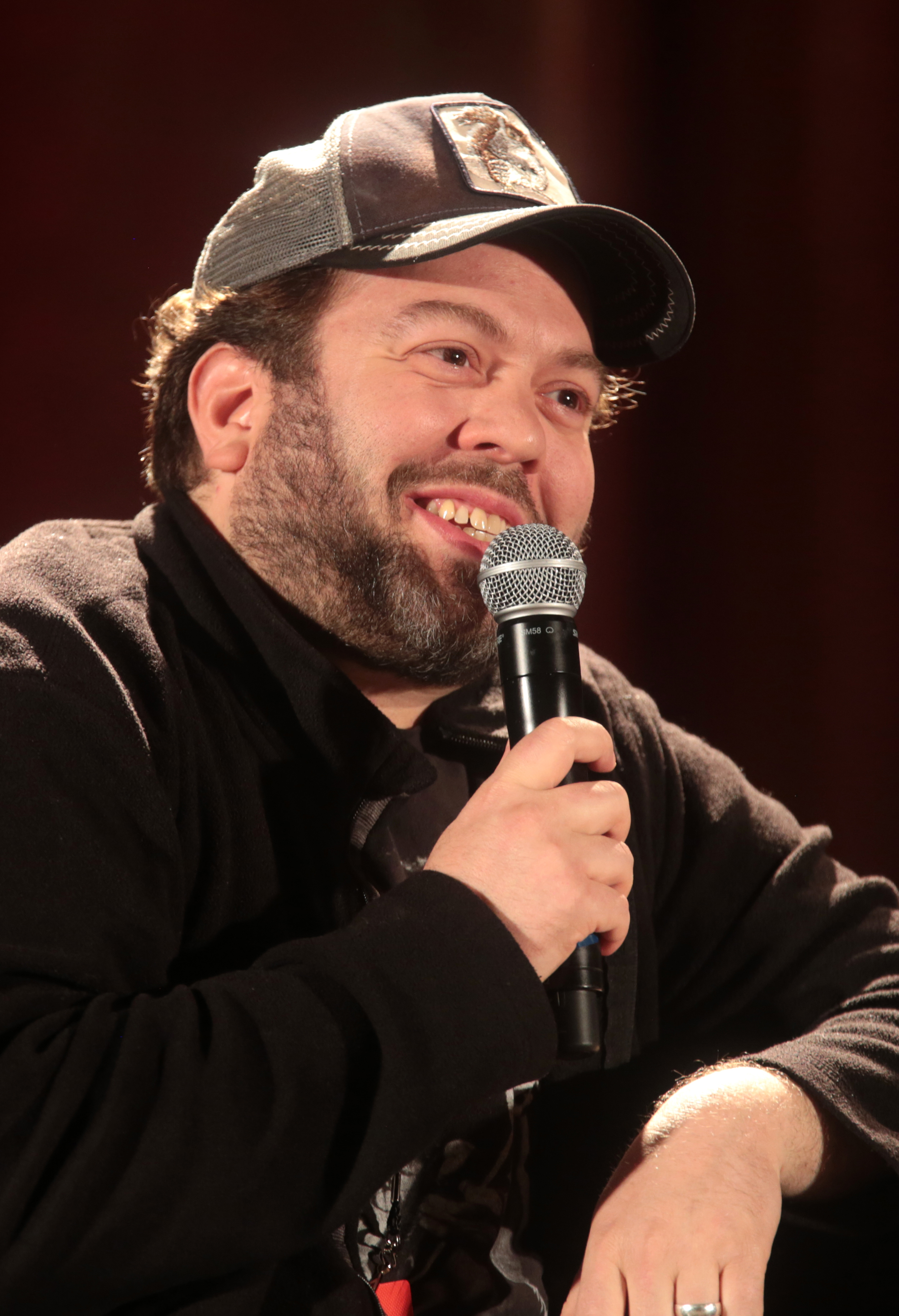
Dan Fogler dans le rôle de Jacob Kowalski
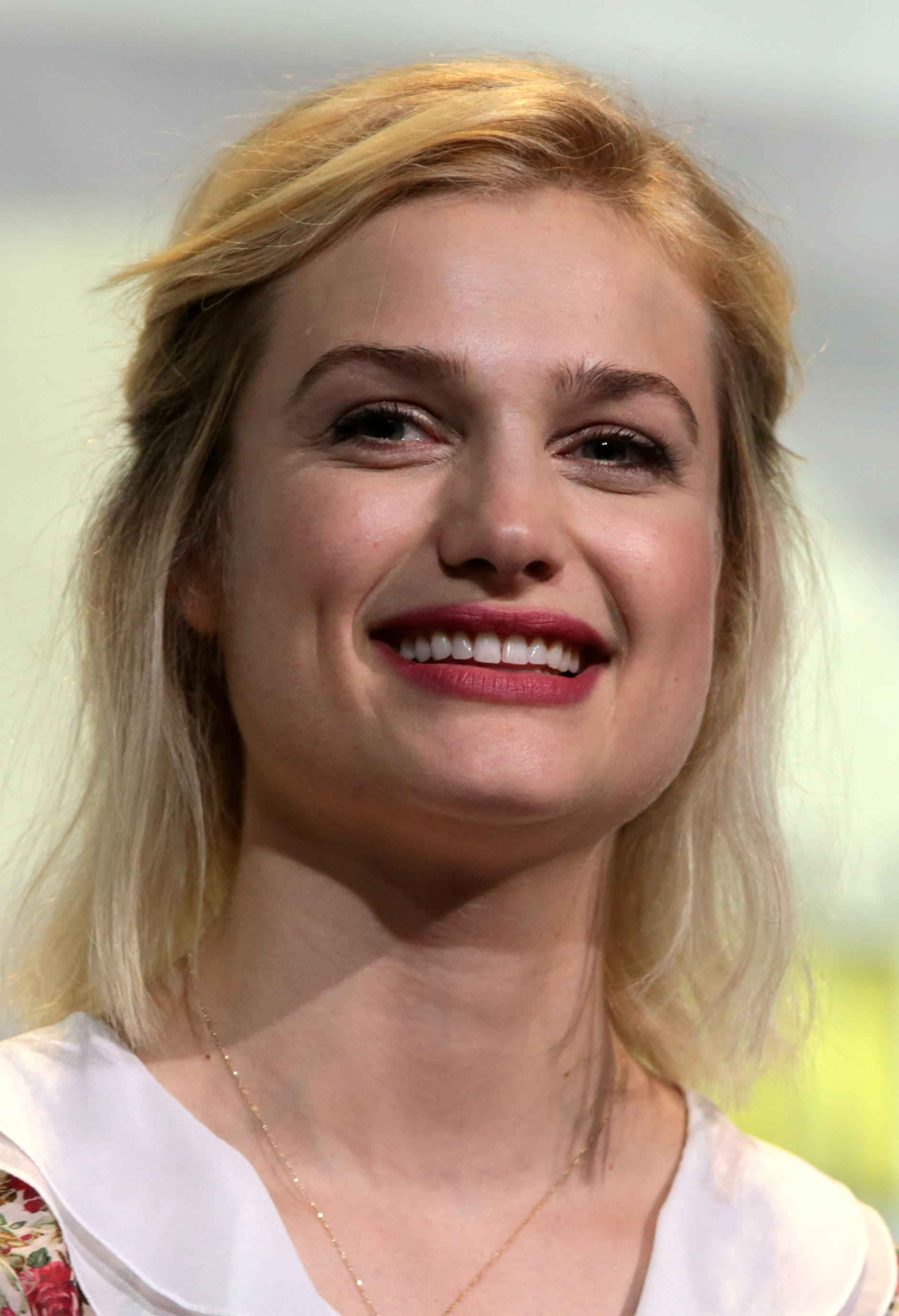
Alison Sudol dans le rôle de Queenie Goldstein
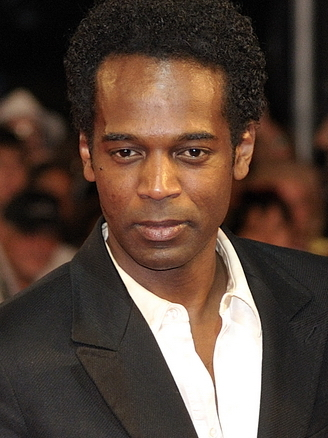
William Nadylam dans le rôle de Yusuf Kama
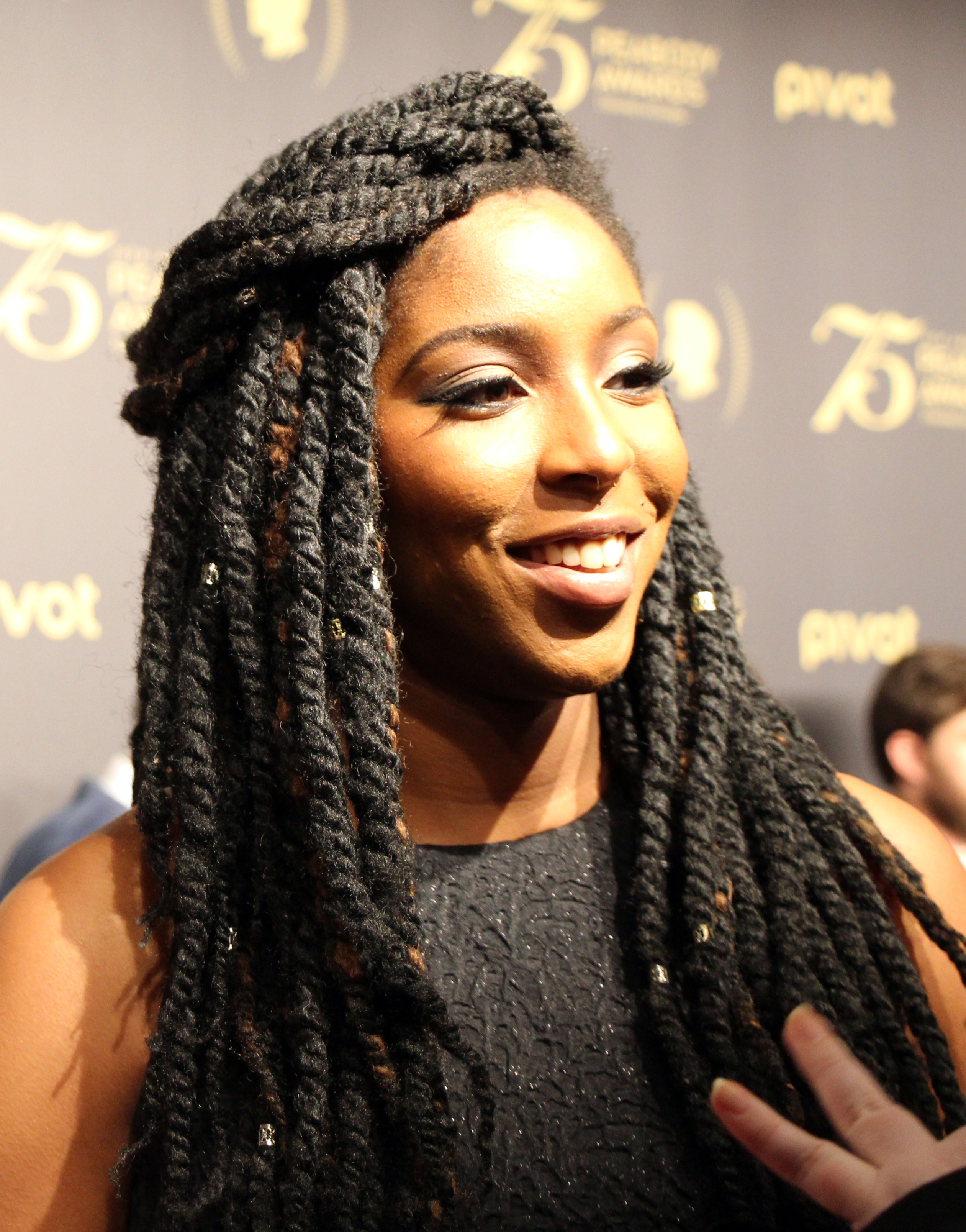
Jessica Williams dans le rôle d'Eulalie Hicks
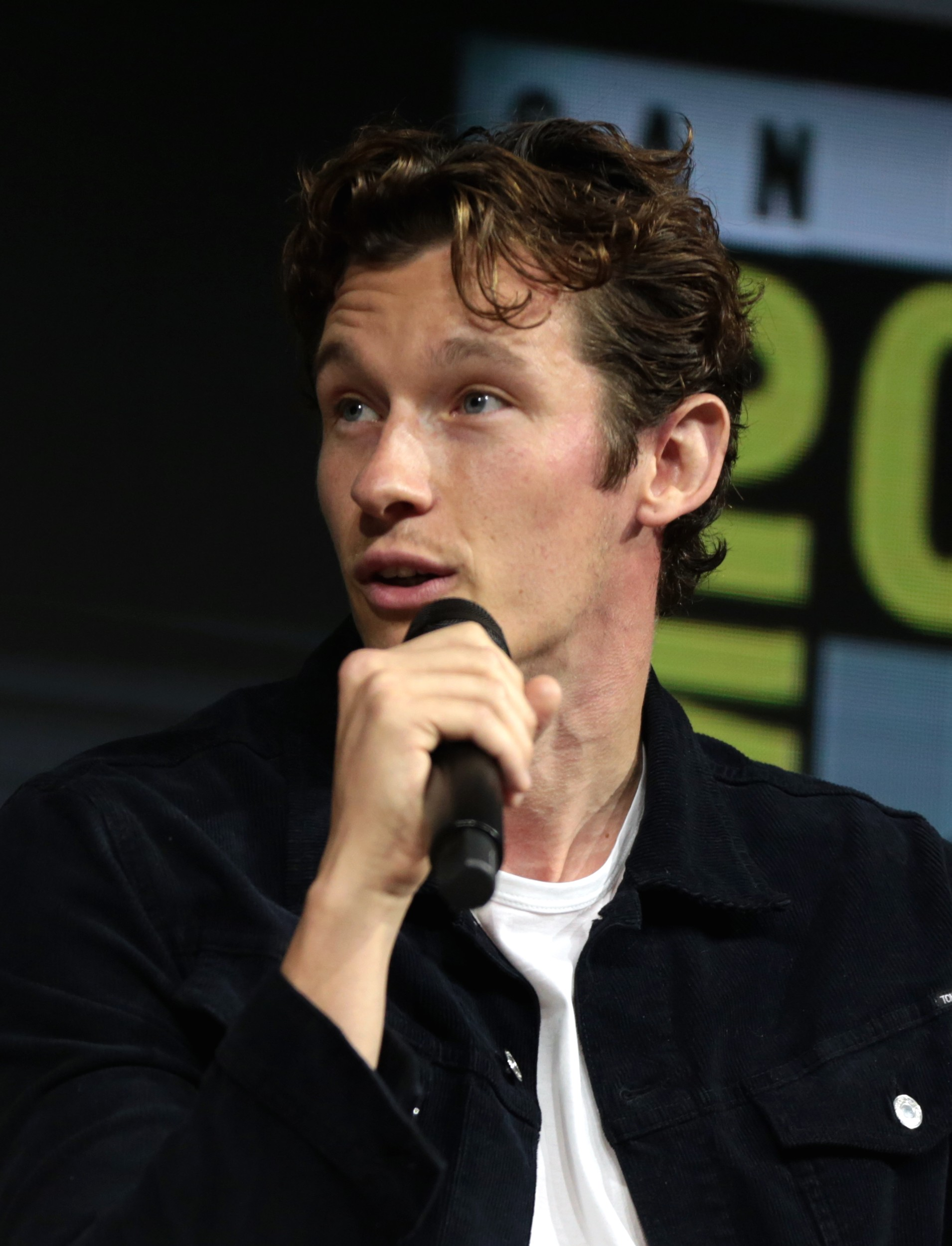
Callum Turner dans le rôle de Thésée Dragonneau
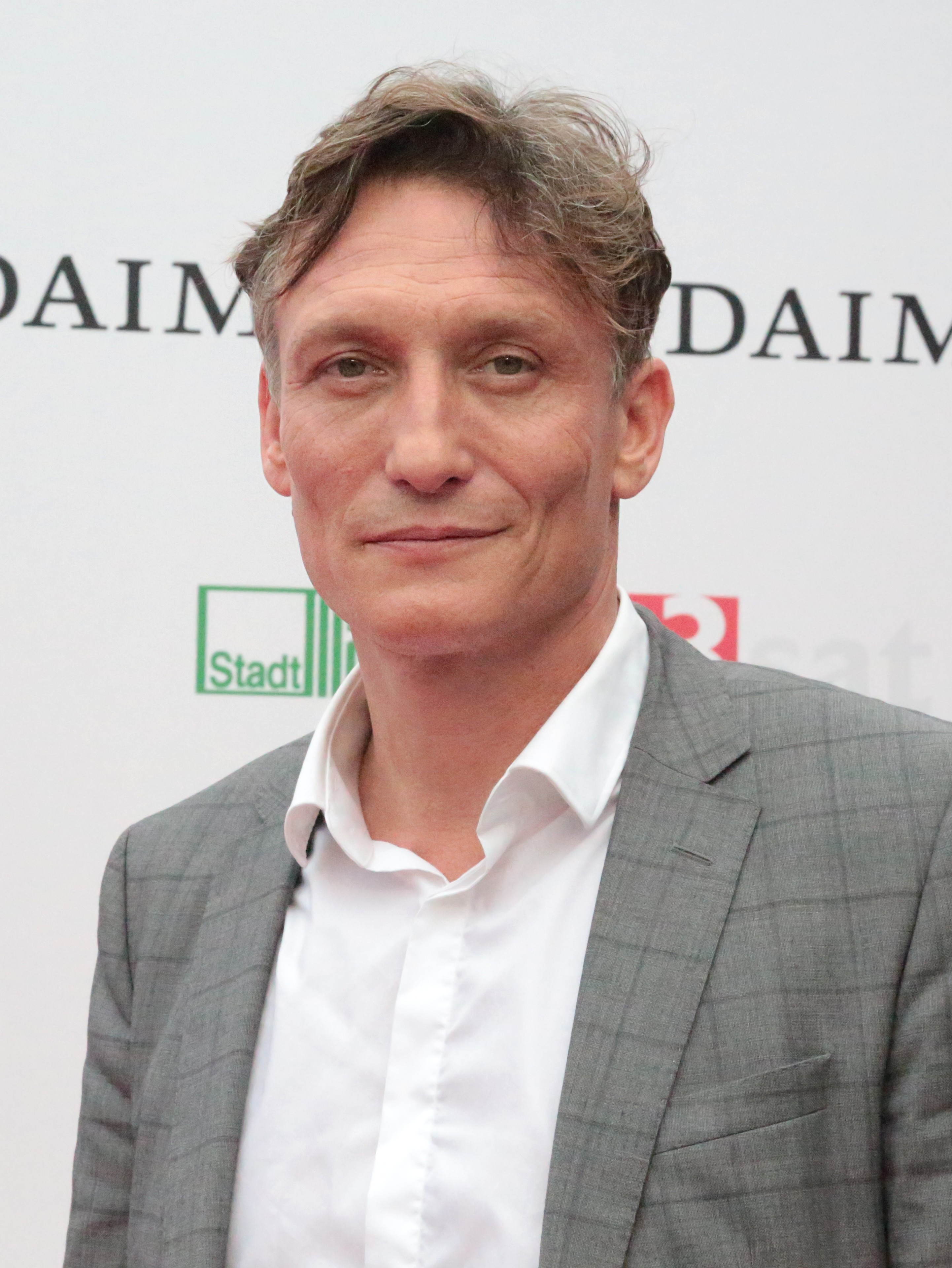
Oliver Masucci dans le rôle d'Anton Vogel

## Production

### Développement et scénario
Peu après la sortie du deuxième film, en novembre 2018, les acteurs Eddie Redmayne (Norbert) et Jude Law (Dumbledore) précisent avoir été informés du titre de sa suite, et du fait que son intrigue se déroulerait à Rio de Janeiro,. J. K. Rowling publie également sur son compte Twitter une image représentant Rio dans les années 1930, et précise à une internaute — lui demandant si elle préparait quelque chose pour ses fans brésiliens — avoir écrit le nom de cette ville un certain nombre de fois au cours des derniers mois. Dans une interview accordée au Los Angeles Times au cours de la même période, le concepteur artistique Stuart Craig laisse entendre de son côté qu'une partie de l'intrigue pourrait se dérouler en Allemagne, puisqu'un ministère de la magie berlinois figurerait « probablement dans [ce] troisième film ». Le mois suivant, l'auteure précise que Rio se prépare à la venue de Norbert Dragonneau,.
Le personnage d'Eulalie Hicks, professeure de l'école d'Ilvermorny liée à Dumbledore et Nicolas Flamel via le rolodex, devrait avoir davantage d'importance dans cette suite et apparaître « dans toute sa gloire », comme le précise J. K. Rowling en avril 2018 par le biais d'un tweet.
En janvier-février 2019, à la fin de l'exploitation des Crimes de Grindelwald, J. K. Rowling retravaille le scénario du troisième film, entraînant vraisemblablement un retard sur le début du tournage, et par conséquent, sur la date de sortie du film. Dans une interview en février 2019, l'acteur Dan Fogler explique ce report du fait que le troisième film nécessite davantage de préparation. Peu après, Kevin Tsujihara, le président de Warner Bros alors en fonction, évoquait une volonté de répondre davantage aux attentes des fans à la suite du succès en demi-teinte du deuxième film. Selon lui, « la part la plus compliquée avec cette franchise est sa fanbase très importante » et connaissant bien le monde des sorciers, qui souhaite voir « des personnages plus approfondis ». En septembre 2019, J. K. Rowling travaille toujours sur le scénario du troisième film, et deux mois plus tard est annoncé que le scénario sera finalement co-écrit par Steve Kloves, scénariste principal des films Harry Potter.
Le titre du film est officiellement annoncé le 22 septembre 2021.
Initialement, l'intrigue principale de cet épisode devait se dérouler au Brésil (notamment à Rio de Janeiro), dans les années 1930,,. Lors de la présentation du film à l’événement CineEurope, à Barcelone, en octobre 2021, la production n'annonce plus cette destination initiale, mais le Bhoutan, en plus des destinations déjà évoquées précédemment, telles que l'Allemagne, la Chine, le Royaume-Uni et les États-Unis,. La période des années 1930 est quant à elle confirmée. Une première bande annonce diffusée en décembre 2021 montre que l'intrigue prendra un tournant plus politique, puisque le film se déroulera dans le contexte d'une élection du chef suprême de la Confédération magique internationale, à laquelle se présentent notamment une candidate brésilienne (Santos) et un candidat chinois (Liu).

### Attribution des rôles
En avril 2018, J. K. Rowling précise que le personnage d'Eulalie Hicks, aperçu brièvement dans Les Crimes de Grindelwald, aura un rôle bien plus important dans le troisième film. L'auteure associe le personnage à l'actrice américaine Jessica Williams, qui a déjà interprété le rôle dans le second film,,.
En octobre 2018, avant-même la sortie des Crimes de Grindelwald, Johnny Depp confirme son retour dans le troisième film pour le rôle du principal antagoniste Gellert Grindelwald. L'acteur avait reçu le soutien de David Yates et de J. K. Rowling pour continuer à travailler sur le deuxième volet des Animaux fantastiques, malgré les accusations de violences conjugales portées contre lui depuis 2016. Cependant, en avril 2019, la Warner songe à écarter l'acteur du 3e film, afin de préserver la réputation du studio,,. D'après le site Page Six, « Les directeurs de Warner Bros se demandent comment ils vont gérer le problème Johnny Depp avec la franchise Harry Potter. Des femmes haut placées du studio sont très inquiètes de travailler avec Depp et par le message que cela envoie au public ».
Fin juillet 2019, le site Backstage annonce que la directrice de casting Fiona Weir débute les auditions pour le troisième film. Le site confirme à ce stade la participation de Johnny Depp au projet, de même que celle des acteurs Eddie Redmayne (Norbert), Katherine Waterston (Tina), Dan Fogler (Jacob) et Jude Law (Dumbledore), qui reprennent leur rôle.
Début novembre 2019, le site WizardingWorld.com confirme à son tour la présence de Johnny Depp et de Jessica Williams (Eulalie Hicks) dans ce troisième film. Callum Turner confirme peu avant le début du tournage qu'il reprend le rôle de Thésée Dragonneau. Au Brésil, une pétition est lancée par les fans afin que l'actrice Fernanda Montenegro, nommée aux Oscars en 1998, incarne la ministre brésilienne de la Magie, et cette pétition atteint 100 000 signatures. L'actrice répond néanmoins qu'elle n'aurait pas été disponible pour ce tournage si le rôle lui avait été proposé.
En novembre 2020, Johnny Depp se retire finalement de la production, à la demande de Warner Bros.,,,,,. Mads Mikkelsen, apprécié par le réalisateur David Yates, est approché quelques jours plus tard pour le remplacer,,, et le 25 novembre, Warner Bros. confirme que Mikkelsen reprend le rôle de Gellert Grindelwald. L'acteur danois précisera plus tard que le processus a été très rapide, voire « chaotique », et qu'il n'a eu que deux jours pour prendre sa décision.
En janvier 2021, l'acteur Richard Coyle annonce via Instagram qu'il a obtenu un rôle dans le film, sans donner davantage de précisions sur son personnage, (la première bande annonce du film le dévoilera sous les traits d'Abelforth Dumbledore). En février 2021, l'acteur allemand Oliver Masucci annonce  au magazine Stern qu'il a intégré la distribution, dans le rôle du chef de la Confédération internationale des sorciers.
Le 22 février 2022, par le biais de dix-huit posters promotionnels présentant les personnages principaux du film, de nouveaux acteurs sont confirmés : Alexander Kuznetsov dans le rôle d'Helmut, un sympathisant de Grindelwald ; Maria Fernanda Cândido dans le rôle de Vicência Santos, la candidate brésilienne au poste de chef suprême de la Confédération internationale des sorciers ; Dave Wong dans le rôle de Liu Tao, le candidat chinois, et Oliver Masucci dans le rôle d'Anton Vogel, le chef suprême de la Confédération,.
Le site internet Fantasticbeasts.com annonce également la participation des actrices Fiona Glascott (qui interprétait la jeune Minerva McGonagall dans le film précédent) et l'Autrichienne Valerie Pachner, pour un rôle encore indéterminé.

### Tournage
Le 22 juillet 2019, le site Backstage annonce que le film lance sa pré-production. Le début du tournage était initialement prévu à cette même période (juillet 2019), avant d'être repoussé plusieurs fois,.
Le tournage a lieu entre septembre 2020 et février 2021,,, dans les studios Leavesden.

#### Impact de la crise sanitaire
L'acteur Dan Fogler a débuté des répétitions fin février 2020. Le tournage principal devait quant à lui débuter le 16 mars 2020, malgré la pandémie de coronavirus,. Finalement, à l'image d'autres grosses productions qui ont préféré arrêter leur tournage, Warner Bros juge préférable de repousser également celui des Animaux fantastiques,.
Le tournage principal commence finalement le 20 septembre 2020 dans les studios Leavesden, notamment en présence d'Eddie Redmayne et de Jude Law, tandis que les premiers décors du film sont construits,,,.
Dans le contexte de crise sanitaire, d'importantes mesures ont été prises et les interactions entre les différents départements ont été réduits,. Par précaution, Warner Bros prend rapidement la décision d'assurer la santé et la sécurité de certains membres de l'équipe considérés plus fragiles, comme le directeur artistique Stuart Craig (âgé de 78 ans). Pour ce film, ce dernier ne travaille exceptionnellement pas depuis les départements des studios, mais depuis son domicile, en supervisant la conception des décors par visio.
Le studio ferme brièvement courant septembre 2020 après que l'acteur principal de The Batman (film également tourné aux studios Leavesden), a été testé positif à la Covid-19. Il rouvre en octobre, puis reste opérationnel en novembre 2020. La production du film se poursuit, y compris pendant le reconfinement de janvier 2021 au Royaume-Uni.
Le 3 février 2021, alors que le tournage devrait être sur le point de se terminer, un porte-parole de Warner Bros annonce que l'un des acteurs majeurs du film a été testé positif au variant sud-africain de la Covid-19 dans l'Hertfordshire, ce qui entraine une nouvelle interruption du tournage principal et une mise en quarantaine de la personne concernée,,. Néanmoins, le compositeur James Newton Howard confirme quelques jours plus tard que le tournage du film est bien terminé.

### Musique
Comme pour Les Animaux fantastiques et Les Crimes de Grindelwald, la musique du troisième opus est composée par James Newton Howard. Le 1er avril 2022, le label WaterTower Music publie les deux premières musiques du film, The Room We Require et Fantastic Beasts: The Secrets of Dumbledore. L'album complet, lui, sort le 8 avril 2022 avec au total 39 nouveaux titres.
La chanson Heaven de Gregory Porter accompagne les scènes qui se déroulent à la boulangerie de Jacob. Elle est également reprise au générique du film.

## Accueil

### Promotion
Une première vidéo est diffusée sur internet le 10 décembre 2021, présentant une rétrospective de l'ensemble de la franchise cinématographique — à l'occasion du vingtième anniversaire de la saga Harry Potter au cinéma —, suivie des premières images du film Les Secrets de Dumbledore, et d'un message indiquant qu'une bande-annonce plus importante sera diffusée le 13 décembre 2021.
Cette bande-annonce, d'une durée de 2 min 50, montre notamment des scènes à Poudlard, à Pré-au-Lard, à Berlin et au Bhoutan, dans un contexte d'élection d'un nouveau chef suprême de la Confédération magique internationale. La vidéo introduit de nouveaux personnages, comme Abelforth Dumbledore et Eulalie Hicks, qui se joignent à Norbert, Jacob, Bunty, Thésée, Yusuf Kama et Albus Dumbledore pour tenter de contrer Grindelwald et ses partisans. Dumbledore confie au Moldu Jacob une mystérieuse baguette magique, puis, dans ce qui semble être le climax du teaser, se retrouve confronté à Croyance Bellebosse. Grindelwald, quant à lui, semble se porter candidat à l'élection du chef suprême, face à un candidat chinois et une candidate brésilienne.
Le 21 février 2022, une vidéo de Jude Law est publiée sur le compte Instagram de « Fantastic Beasts ». L'acteur y évoque son personnage et la « première armée de Dumbledore », et annonce qu'une nouvelle bande-annonce sera publiée le 24 février. Le 22 février, dix-huit posters sont publiés sur le compte Twitter de « Fantastic Beasts ». Ils permettent de présenter les personnages principaux de cet opus, et notamment les membres de cette « première armée » (incluant Albus Dumbledore, Norbert, Jacob, Eulalie Hicks, Thésée, Bunty, Yusuf Kama et Aberforth Dumbledore), les membres du clan opposé (Grindelwald, Queenie, Croyance, Vinda Rosier et Helmut), et les membres liés à la Confédération internationale des sorciers (les candidats Vicência Santos et Liu Tao, et le chef sortant Anton Vogel). Par ailleurs, de nombreux fans s'étonnent de l'absence du personnage de Tina Goldstein, interprétée dans les deux films précédents par Katherine Waterston ; cette dernière est absente à la fois des posters et de la bande-annonce diffusée en décembre 2021,.
Le 24 février 2022, alors que le deuxième teaser annoncé par Jude Law devait être dévoilé dans la journée, la Russie lance une offensive militaire en Ukraine ; la diffusion de cette bande-annonce est reportée. Elle est dévoilée par Warner Bros le 28 février et s'accompagne de la publication d'une nouvelle affiche officielle du film, qui fait figurer les personnages principaux et adopte la même esthétique que les posters partagés quelques jours plus tôt. Les nouvelles images de ce teaser montrent notamment une confrontation directe entre Albus Dumbledore et Gellert Grindelwald.
Une bande-annonce différente est proposée au public japonais le 3 mars 2022. Elle montre notamment une photographie en mouvement de Tina Goldstein et un bref échange visuel entre Albus Dumbledore et le portrait de sa sœur Ariana.

### Sortie

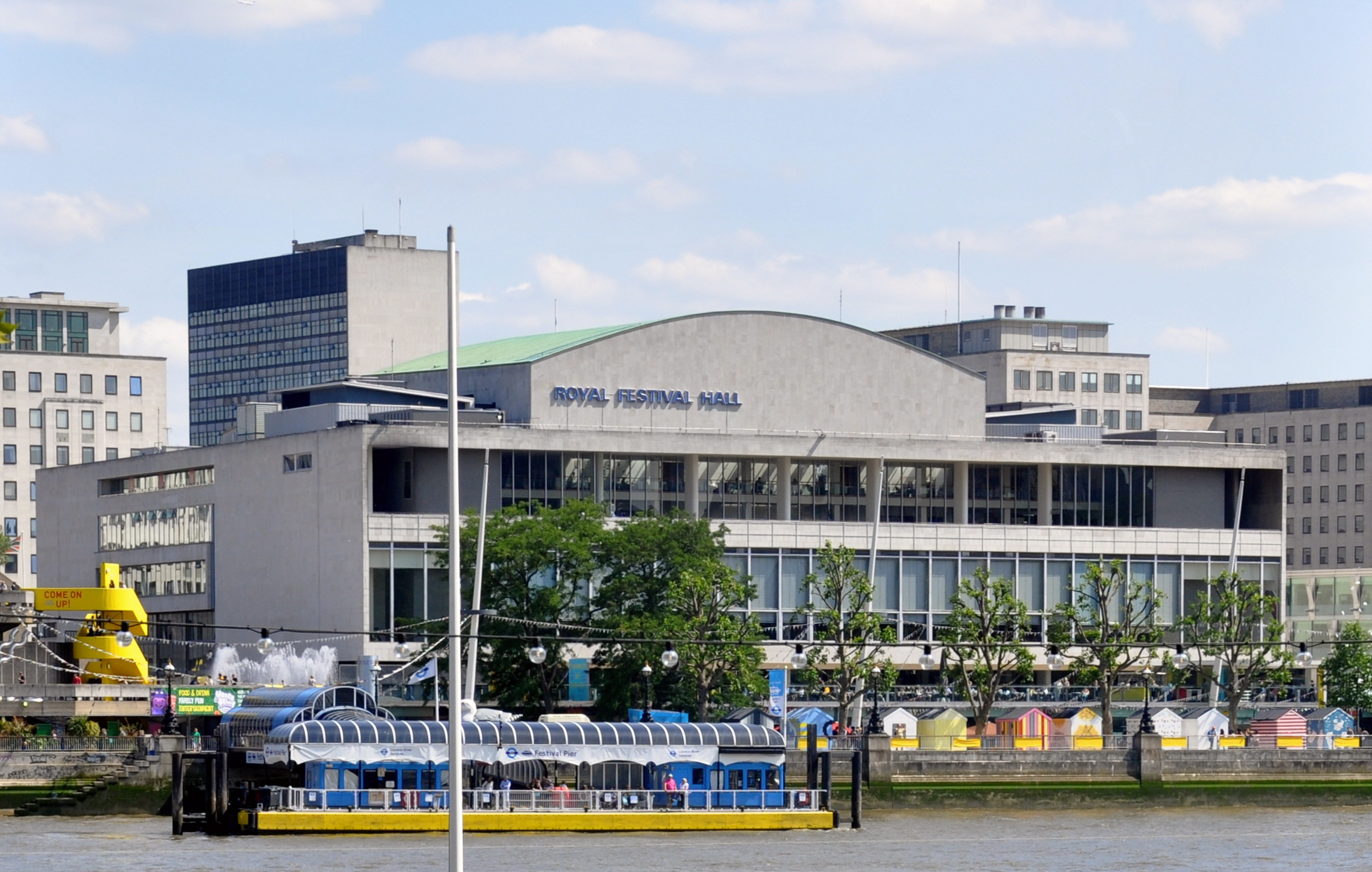
L'avant-première mondiale a lieu le 29 mars 2022 au Royal Festival Hall de Londres.

La date de sortie initialement prévue était le 20 novembre 2020 pour les États-Unis. Après le départ de Johnny Depp, la refonte de son rôle pour Mads Mikkelsen, et la pandémie de Covid-19, la sortie est repoussée au 12 novembre 2021, puis à l'été 2022, avant d'être finalement avancée au 15 avril 2022 (pour les États-Unis).
L'avant-première mondiale a lieu le 29 mars 2022 au Royal Festival Hall de Londres, en présence du réalisateur David Yates, des producteurs David Heyman et Tim Lewis, de la scénariste J. K. Rowling et du casting principal du film (à l'exception notable d'Ezra Miller),. L'événement est co-animé par Tom Felton, l'interprète de Drago Malefoy dans les films Harry Potter.
Le film sort le 6 avril 2022 en Belgique, le 8 avril au Royaume-Uni, le 13 avril en France et Suisse romande, et le 15 avril au Canada,.

### Critiques
Les sites Rotten Tomatoes, Metacritic, l'Internet Movie Database et Allociné donnent respectivement les notes de 46 %, de 47/100, de 6,2/10 et de 2,9/5,,,.
En Belgique, La Libre est très déçue par le résultat du film. La critique relève le jeu de Mads Mikkelsen, « sans forcer son talent, mais avec conviction ». Elle s'oriente surtout vers un « manque d'implication [des spectateurs] » dû à des « seconds rôles qui font tapisserie », une J. K. Rowling dont on aurait « le sentiment qu['elle] réajuste l'intrigue au gré des films » et par des détails qui feraient tache, comme Grindelwald habillé « à la mode moldue » (mais voulant détruire leur monde), ou encore le manque de subtilité dans le parallèle entre l’ascension de Grindelwald et celle du nazisme.
Les critiques anglo-saxonnes sont moyennes, à tendances plutôt bonnes. Elles saluent unanimement le choix de Mads Mikkelsen pour interpréter Grindelwald et jugent le film globalement meilleur que son prédécesseur,,.
En France, Le Figaro émet une critique plutôt positive du film et le qualifie de « blockbuster flamboyant, qui résonne étrangement avec la présidentielle française » et qui ne « dépare pas face aux précédents [films de la saga] ». Pour Le Point, le film alterne « scènes d’action, paysages sublimes, blagues désopilantes et séquences émotion » et offre « un grand moment de féerie ». La critique de Première figure parmi les plus mitigées. Pour le magazine, même si le film corrige quelques défauts du précédent opus, notamment en « abandonn[ant] le pensum historico-politique pour privilégier l’aventure », il ne parvient pas à convaincre totalement, et cherche à trouver, sans y parvenir, un « point d’équilibre entre la féerie visuelle, la violence politique, et l’aventure à l’ancienne », pour un film qui ne servirait finalement que de « préparation aux deux épisodes finaux ». Le magazine salue lui aussi la performance, plus subtile, de Mikkelsen, ainsi que celle de Jude Law qui incarne un Dumbledore autant « charmant » que « mystérieux », et qui montre dans cet épisode à la fois « son autorité cool et ses failles émotionnelles ».

### Box-office
Note : les chiffres suivants ont été mis à jour en décembre 2022.
- Mondial : 405 161 334 $[110]
- États-Unis -  Canada : 95 850 844 $[110]
- France : 2 752 361 entrées / 20 529 528 $[13]

Le jour de sa sortie en France, Les Secrets de Dumbledore réalise 317 026 entrées, dont 139 319 en avant-première, pour 803 copies. Au moment de sa sortie, il s'agit du meilleur démarrage pour un film en France depuis le début de l'année 2022, pour un film nouveauté lors de son premier jour d'exploitation. The Batman avaient réalisé 257 546 entrées, Uncharted (186 499) et Qu'est-ce qu'on a tous fait au Bon Dieu ? (173 251). Au bout d'une semaine, Les Secrets de Dumbledore engrange 1 132 062 entrées. C'est légèrement moins que les deux précédents volets, respectivement 1 420 401 et 1 649 616 entrées. Pour sa 2e semaine d'exploitation en France, le film conserve sa première place au box-office avec 719 811 entrées supplémentaires, toujours devant la comédie française Qu'est-ce qu'on a tous fait au bon Dieu ? ; frôlant de près les 2 millions d'entrées (1 851 873),. Cette barre symbolique est franchie la semaine suivante avec 377 762 entrées supplémentaires, pour un total cumulé de 2 229 635 entrées. Après huit semaines d'exploitation, le long-métrage tombe à la 7e place du box-office français pour un score cumulé de 2 719 804 entrées.
Aux États-Unis et au Canada, Les Secrets de Dumbledore rapporte 20 millions de dollars le premier jour, dont 6 millions de dollars lors des avant-premières du jeudi soir. Il rapporte 42,2 millions de dollars le premier week-end, se plaçant en tête du box-office devant Sonic 2 et Le Secret de la Cité perdue. Il marque cependant le démarrage le plus faible de la franchise du monde des sorciers. La baisse de fréquentation dans les salles nord-américaines accuse une baisse de près de 67 % au bout de deux semaines d'exploitation pour le film.
Le box-office total s'arrête à 405 millions de dollars, ce qui représente le plus faible résultat de la franchise.

### Distinctions

#### Nominations
Sauf indication contraire, les informations mentionnées dans cette section peuvent être confirmées par la base de données cinématographiques IMDb,  présente dans la section « Liens externes ».
- Saturn Awards 2022 : Meilleur film fantastique
- Hollywood Music in Media Awards (HMMA) 2022 : Meilleure bande originale de film fantastique pour James Newton Howard
- Visual Effects Society Awards 2023 (en)[122] : 
  - Effets visuels exceptionnels dans une fiction photoréaliste
  - Simulations d'effets exceptionnelles dans une fiction photoréaliste

## Autour du film

### Publication du script
Le script de chacun des films Animaux fantastiques est généralement publié le jour de la sortie du film aux États-Unis.
Le script des Secrets de Dumbledore est publié quant à lui le 19 juillet 2022 en anglais et le 25 août 2022 en français chez Gallimard. Il s'agit de la période qui était précédemment prévue pour la sortie du film ; la publication du script, contrairement à la sortie du film, n'a pas pu être avancée.
Ce troisième tome comporte quelques différences notables par rapport à la publication des deux scripts précédents : sa couverture n'a pas été dessinée par le duo de graphistes MinaLima mais reprend une affiche du film, tandis que le sous-titre en version anglaise n'est plus « le texte original » (The original screenplay) mais « le texte intégral » (The complete screenplay). Il comprend la version complétée et retravaillée du scénario, avec des commentaires et précisions de l'équipe de production du film.

### Censure chinoise
L'évocation de l'homosexualité du personnage d'Albus Dumbledore a été coupée au montage pour la sortie du film en Chine. Warner Bros a autorisé la censure chinoise à retirer six secondes du film (deux répliques de l'acteur Jude Law) afin de pouvoir sécuriser sa sortie dans ce pays le 8 avril 2022 : « En tant que studio, nous nous engageons à protéger l'intégrité de tous les films que nous sortons, et cela passe aussi par la nécessité de produire des montages plus nuancés pour qu'ils correspondent aux sensibilités des marchés étrangers [mais] nous espérons un jour pouvoir sortir nos films dans des versions conformes à la vision de leurs créateurs »,.

### Suites
Deux autres films sont normalement prévus. Le réalisateur David Yates a précisé que les intrigues de chacun des cinq films auraient lieu dans différentes villes du monde. En février 2022, lors d'un évènement de fans organisé par Warner Bros. à Tokyo, au Japon, le producteur David Heyman a révélé que le script du quatrième film n'avait pas encore été rédigé, et qu'il adorerait pour sa part que cet opus puisse se dérouler au Japon,,.
Officiellement, Warner Bros. souhaite donner davantage de temps au développement des prochains films de la franchise. Il y aura donc une pause plus importante (supérieure aux deux années initialement prévues) entre la sortie du 3e film et le début de tournage du 4e,,. Plusieurs médias affirment par ailleurs que la Warner préfèrerait attendre les résultats du troisième film au box-office avant d'envisager de poursuivre la saga,.
En novembre 2022, plusieurs sources, dont Variety, indiquent que la suite de la franchise est compromise suite au box-office décevant. La Warner n'a fait aucune annonce officielle concernant l'arrêt de la série, affirmant de son côté vouloir développer d'autres projets avec J. K. Rowling autour de Harry Potter,. David Yates en octobre 2023 indique que la franchise est mise en pause pour une durée indéfinie.